# پل سربانس
پل سربانس (به انگلیسی: Paul Sarbanes) سناتور سابق عضو حزب دموکرات ایالات متحده آمریکا بود. وی در سال ۱۹۷۷ تا ۲۰۰۷ میلادی سناتور ایالت مریلند در سنای ایالات متحده آمریکا بود.